# What The Buddha Taught
What the Buddha Taught är en bok från 1959, skriven av theravadamunken Walpola Rahula. Boken syftar till att vara en introduktion till buddhism. I boken använder sig Walpola av utdrag från antika texter och förklarar buddhismens huvudsakliga läror utifrån ett theravadaperspektiv.
Walpola Rahula (1907–1997) var buddhistmunk och akademiker, såväl som författare. 1964 blev han professor i Historia och religion, vid Northwestern University.

## Publikationsdata
- Rahula, Walpola What The Buddha Taught, Oneworld Publications: Oxford, (1959) (redigerad 1974). ISBN 0-8021-3031-3